# ماكس فان برشم
ماكس فان برشم (1863 – 1921) هو مستشرق سويسري متخصص في النقوش الإسلامية.
أسس فن معرفة الكتابات العربية القديمة، وكتب مباحثه باللغة الفرنسية. أهم آثاره كتاب عن النقوش العربية بعنوان Corpus inscriptionum Arabicarum. كما له أيضا أبحاثاً في موضوعات متفرقة تتعلق بالنقوش.

## معرض الصور
- نعي مجمع اللغة العربية بدمشق لماكس عام 1921 بواسطة محمد كرد علي

## وصلات خارجية
- مؤسسة ماكس فان برشم